# Вуелта ал Паис Баско
Вуелта а ал Паис Баско (званично Itzulia Basque Country, шп. Vuelta al País Vasco, баск. Euskal Herriko Itzulia), је друмска етапна бициклистичка трка која се одржава сваке године почетком априла у Баскији, Шпанија.
Једна је од три ворлд тур етапне трке у Шпанији, заједно са Вуелта а Еспањом и Вуелта а Каталуњом и дио је UCI ворлд тур календара.
С обзиром на то да је Баскија претежно планински регион, има мало равних етапа и трци обично борбу за побједу воде брдаши. Карактеришу је кратке етапе, које ријетко прелазе 200 km и стрми успони. Иако успони нису на великој надморској висини као што је случај са другим тркама, међу најстаријим су успонима који се возе у друмском бициклизму, са нагибом преко 20%.
Први пут је одржана 1924, а побиједио је Француз, Франсис Пелисје, брат Анрија и Шарла Пелисјеа. Рекордери су Хозе Антонио Гонзалес и Алберто Контадор, који су трку освојили по четири пута, док су највише етапних побједа остварили Доминго Перурена и Шон Кели, по 11.

## Историја
Првобитна трка је имала доста проблема; између 1924. и 1935 одржана је осам пута, након чега је избио Шпански грађански рат и угашена је. Поменута је и описана у роману Ернеста Хемингвеја — Сунце се поново рађа.
Године 1952, бициклистички клуб Ејбар, организовао је тродневну етапну трку, Гран премио де ла бисиклета Ејбареза (баск. Gran Premio de la Bicicleta Eibarresa), у част прославе 25 годишњице. Бивши шампион Француске у друмској вожњи — Луј Капи, побиједио је на првом издању.
Године 1969, организатори су се одлучили да преуреде трку, која је тад имала пет етапа, давши јој званични назив IX Вуелта ал Паис Баско – XVIII Бисиклета Ејбареза, спајајући трку Бисиклета Ејбареза са поново покренутом Вуелта ал Паис Баско трком. Ипак, побједници Бисиклета Ејбарезе, не рачунају се у историју трке Вуелта ал Паис Баско. Године 1973, бициклистички клуб Ејбар је поново преузео организацију трке, задржавајући право на име Бисиклета Ејбареза, које је повремено коришћено да би се промовисали други, слабије рангирани догађаји.
Први побједник трке је Франсис Пелисје, док је први побједник модерне трке (од 1969), Жак Анкетил. Најуспешнији су Хозе Антонио Гонзалес, који је трку освојио четири пута (1972, 1975, 1977, 1978) и Алберто Контадор, који је такође освојио четири пута (2008, 2009, 2014, 2016).  Године 2020, није одржана због пандемије вируса корона.
Побједник традиционално носи баскијску беретку на подијуму.

## Побједници
Побједници Вуелта ал Паис Баско:
- 2025.  Жоао Алмеида
- 2024:  Хуан Ајусо
- 2023:  Јонас Вингегор
- 2022:  Данијел Мартинез
- 2021:  Примож Роглич
- 2020: Није било трке због пандемије ковида 19
- 2019:  Јон Изагире
- 2018.  Примож Роглич
- 2017.  Алехандро Валверде
- 2016.  Алберто Контадор
- 2015.  Хоаким Родригез
- 2014.  Алберто Контадор
- 2013.  Наиро Кинтана
- 2012.  Самуел Санчез
- 2011.  Андреас Кледен
- 2010.  Кристофер Хорнер
- 2009.  Алберто Контадор
- 2008.  Алберто Контадор
- 2007.  Хуан Хосе Кобо
- 2006.  Хозе Анхел Гомез
- 2005.  Данило ди Лука
- 2004.  Денис Мењшов
- 2003.  Ибан Мајо
- 2002.  Ајтор Оса
- 2001.  Рајмондас Румшас
- 2000.  Андреас Кледен
- 1999.  Лоран Жалабер
- 1998.  Ињиго Куеста
- 1997.  Алекс Циле
- 1996.  Франческо Касагранде
- 1995.  Алекс Циле
- 1994.  Тони Ромингер
- 1993.  Тони Ромингер
- 1992.  Тони Ромингер
- 1991.  Клаудио Кјапучи
- 1990.  Хулијан Гороспе
- 1989  Стивен Роуч
- 1988.  Ерик Бреукинк
- 1987.  Шон Кели
- 1986.  Шон Кели
- 1985.  Пељо Руиз Кабестани
- 1984.  Шон Кели
- 1983.  Хулијан Гороспе
- 1982.  Хозе Луис Лагвила
- 1981.  Силвано Контини
- 1980.  Алберто Фернандез
- 1979.  Ђовани Батаљин
- 1978.  Хозе Антонио Гонзалес
- 1977.  Хозе Антонио Гонзалес
- 1976.  Ђанбатиста Баронкели
- 1975.  Хозе Антонио Гонзалес
- 1974.  Мигел Марија Ласа
- 1973.  Луис Окања
- 1972.  Хозе Антонио Гонзалес
- 1971.  Луис Окања
- 1970.  Луис Педро Сантамарина
- 1969.  Жак Анкетил
- 1936—1968. Није било трке
- 1935.  Ђино Бартали
- 1931—1934. Није било трке
- 1930.  Маријано Кањардо
- 1929.  Маурис де Вале
- 1928.  Маурис де Вале
- 1927.  Виктор Фонтан
- 1926.  Николас Франц
- 1925.  Огист Вердик
- 1924.  Франсис Пелисје

### Вишеструки побједници
| Позиција | Возач                       | Број побједа | Године                 |
| -------- | --------------------------- | ------------ | ---------------------- |
| 1        | Хозе Антонио Гонзалес (ШПА) | 4            | 1972, 1975, 1977, 1978 |
| 1        | Алберто Контадор (ШПА)      | 4            | 2008, 2009, 2015, 2016 |
| 3        | Шон Кели (ИРС)              | 3            | 1984, 1986, 1987       |
| 3        | Тони Ромингер (ШВА)         | 3            | 1992, 1993, 1994       |
| 6        | Маурис де Вале (БЕЛ)        | 2            | 1928, 1929             |
| 6        | Луис Окања (ШПА)            | 2            | 1971, 1973             |
| 6        | Хулијан Гороспе (ШПА)       | 2            | 1983, 1990             |
| 6        | Алекс Циле (ШВА)            | 2            | 1995, 1997             |
| 6        | Андреас Кледен (ЊЕМ)        | 2            | 2000, 2011             |
| 6        | Примож Роглич (СЛО)         | 2            | 2018, 2021             |

### Побједе по државама
| #  | Држава      | Број побједа |
| -- | ----------- | ------------ |
| 1. | Шпанија     | 28           |
| 2. | Италија     | 7            |
| 3. | Француска   | 5            |
| 3. | Швајцарска  | 5            |
| 5. | Ирска       | 4            |
| 6. | Белгија     | 3            |
| 7. | Њемачка     | 2            |
| 7. | Словенија   | 2            |
| 7. | Колумбија   | 2            |
| 9. | Луксембург  | 1            |
| 9. | Холандија   | 1            |
| 9. | Литванија   | 1            |
| 9. | Русија      | 1            |
| 9. | Данска      | 1            |
| 9. | Португалија | 1            |

### Највише етапних побједа
| Позиција | Возач                       | Етапне побједе |
| -------- | --------------------------- | -------------- |
| 1        | Доминго Перурена (ESP)      | 11             |
| 1        | Шон Кели (IRL)              | 11             |
| 3        | Лоран Жалабер (FRA)         | 9              |
| 4        | Тони Ромингер (SUI)         | 8              |
| 4        | Самуел Санчез (ESP)         | 8              |
| 6        | Алберто Контадор (ESP)      | 7              |
| 7        | Мигел Марија Ласа (ESP)     | 6              |
| 7        | Хоаким Родригез (ESP)       | 6              |
| 7        | Алехандро Валверде (ESP)    | 6              |
| 9        | Хозе Антонио Гонзалес (ESP) | 5              |
| 9        | Стефано Цанини (ITA)        | 5              |